# Cantón de Latronquière
El cantón de Latronquière era una división administrativa francesa, que estaba situada en el departamento de Lot y la región de Mediodía-Pirineos.

## Composición
El cantón estaba formado por trece comunas:
- Bessonies
- Gorses
- Labastide-du-Haut-Mont
- Ladirat
- Latronquière
- Lauresses
- Montet-et-Bouxal
- Sabadel-Latronquière
- Saint-Cirgues
- Saint-Hilaire (fracción)
- Saint-Médard-Nicourby
- Sénaillac-Latronquière
- Terrou

## Supresión del cantón de Latronquière
En aplicación del Decreto n.º 2014-154 de 13 de febrero de 2014, el cantón de Latronquière fue suprimido el 22 de marzo de 2015 y sus 13 comunas pasaron a formar parte; doce del nuevo cantón de Lacapelle-Marival y una del nuevo cantón de Saint-Céré.